# Alexander Heinrich Neus
Alexander Heinrich Neus (Reval, 1795. december 27. – Reval, 1876. február 22.) balti német néprajzkutató, fordító, publicista

## Élete
1817-ig teológiát tanult a Tartui Egyetemen, ezután mint magántanár dolgozott. 1821 és 1841 közt Haapsalu tanfelügyelője volt. Az 1842-ben megalapított Észt Irodalmi Társaság egyik társalapítója, egyben egyik legaktívabb tagja volt. Gyakran publikált a fontosabb  balti német lapokban és magazinokban, például a Dorpater Jahrbüchern-ben, a Das Inland-ban és a Beiträgen zur genauern Kenntniß der ehstnischen Sprache-ben. Témái elsősorban az észt népköltészet, valamint az észt és a német mitológia voltak. Ő adta ki az első észt nélköltészeti antológiát Estnische Volkslieder. Urschrift und Uebersetzung címmel, három kötetben (1850-1852). A kötetben közölt művek elsősorban Johann Heinrich Rosenplänter, Gustav Heinrich Schüdlöffel, Friedrich Nikolai Russow, Arnold Friedrich Johann Knüpffer és Friedrich Reinhold Kreutzwald folklórgyűjteményéből származnak. 1854-ben, Kreutzwalddal együtt kiadta a Mythische und magische Lieder der Ehsten című gyűjteményt. 
Tallinnban, a Kopli temetőben helyezték végső nyugalomra. Észtország szovjet megszállása után sírját (az egész temetőhöz hasonlóan) a Vörös Hadsereg teljesen elpusztította. 

## Fordítás
- Ez a szócikk részben vagy egészben  az   Alexander Heinrich Neus című német Wikipédia-szócikk ezen változatának fordításán alapul.  Az eredeti cikk szerkesztőit annak laptörténete sorolja fel. Ez a jelzés csupán a megfogalmazás eredetét és a szerzői jogokat jelzi, nem szolgál a cikkben szereplő információk forrásmegjelöléseként.